# Pentathlon masculin aux Jeux olympiques d'été de 1924
Pour un article plus général, voir Athlétisme aux Jeux olympiques d'été de 1924.
Ne doit pas être confondu avec Pentathlon moderne aux Jeux olympiques d'été de 1924.
Navigation
Anvers 1920
L'épreuve du pentathlon masculin aux Jeux olympiques de 1924 s'est déroulée le 7 juillet 1924 au Stade olympique Yves-du-Manoir de Paris, en France. Elle est remportée par le Finlandais Eero Lehtonen.
Les cinq épreuves sont le saut en longueur, le lancer du javelot, le 200 mètres, le lancer du disque et le 1 500 mètres. Lors de la première épreuve, l'Américain Robert LeGendre bat le record du monde du saut en longueur avec 7,76 m.
Il s'agit de la dernière apparition du pentathlon masculin dans le cadre des Jeux olympiques.

## Résultats

### Classement final
| Rang               | Athlète               | Longueur | Javelot | 200 m | Disque | 1 500 m | Total |
| ------------------ | --------------------- | -------- | ------- | ----- | ------ | ------- | ----- |
| Médaille d'or      | Eero Lehtonen (FIN)   | 7        | 4       | 1     | 1      | 1       | 14    |
| Médaille d'argent  | Elemér Somfay (HUN)   | 5        | 2       | 5     | 2      | 2       | 16    |
| Médaille de bronze | Robert LeGendre (USA) | 1        | 9       | 1     | 4      | 3       | 18    |
| 4                  | Leo Leino (FIN)       | 6        | 1       | 4     | 1      | 4       | 23    |
| 5                  | Mort Kaer (USA)       | 2        | 5       | 1     | 10     | 6       | 24    |
| 6                  | Hugo Lahtinen (FIN)   | 3        | 7       | 7     | 5      | 5       | 27    |